# Hippotion brennus
Hippotion brennus là một loài bướm đêm thuộc họ Sphingidae, chi Hippotion.